# Anoplognathus viridiaeneus
Anoplognathus viridiaeneus är en skalbaggsart som beskrevs av Donovan 1805. Anoplognathus viridiaeneus ingår i släktet Anoplognathus och familjen Rutelidae. Inga underarter finns listade i Catalogue of Life.